# Лашкаргах
Лашкарга́х (пушту لښکرګاه‎, дари لشکرگاه Laškargāh — военный лагерь) — город на юге Афганистана, столица провинции Гильменд. Административным центром провинции стал во второй половине XX века. До этого столицей Гильменда был город Бост, который расположен в нескольких километрах от Лашкаргаха на пересечении рек Гильменд и Аргандаб. Сам населенный пункт Бост возник рядом с крепостью Кала-Бост (буквальный перевод с пушту — «крепость с аркой»). Крепость была сооружена в древности для контроля за караванным путём и переправой, когда-то существовавшей в месте слияния рек Гильменд и Аргандаб. Крепость сохранилась плохо и выглядит как большой оплывший холм. Рядом с ней находится древняя арка, которая отреставрирована и входит в перечень объектов, охраняемых ЮНЕСКО. Город Лашкаргах очень сухой и пустынный, однако земледелие процветает около рек Гильменд и Аргандаб. Большинство населения — пуштуны (около 60 %), также в городе много таджиков.
«Лашкар Гах» значит «военный лагерь» на языках пушту и дари. Населённый пункт появился в районе междуречья около тысячи лет назад как место для остановки солдат, сопровождающих знать Газневидского государства. Руины газневидских особняков до сих пор стоят вдоль реки Гильменд. Предполагается, что прежняя столица Гильменда, город Бост, значительно древнее.
Современный Лашкаргах был построен как штаб для американских инженеров, работавших над проектом орошения долины реки Гильменд в 1950 году. Город был построен по американскому плану с просторными улицами и кирпичными домами. Виллы не имели стен и отгораживались от улицы рядами деревьев. В период советского присутствия и дальнейшего хода Гражданской войны ширина лесопосадок сократилась, уступив место стенам, закрывающим жилую зону.
Благодаря проекту орошения долины Гильменда в 1940-1970 годах возникла одна из самых крупных сельскохозяйственных зон в южном Афганистане, открыв многие гектары пустыни для обитания.